# سیات الهامبرا
سیات الهامبرا (SEAT Alhambra) خودرویی است که از سال ۱۹۹۶ تا کنون در پرتغال، تولید شده‌است. طراحی آن موتور جلو بوده است.

## نگارخانه

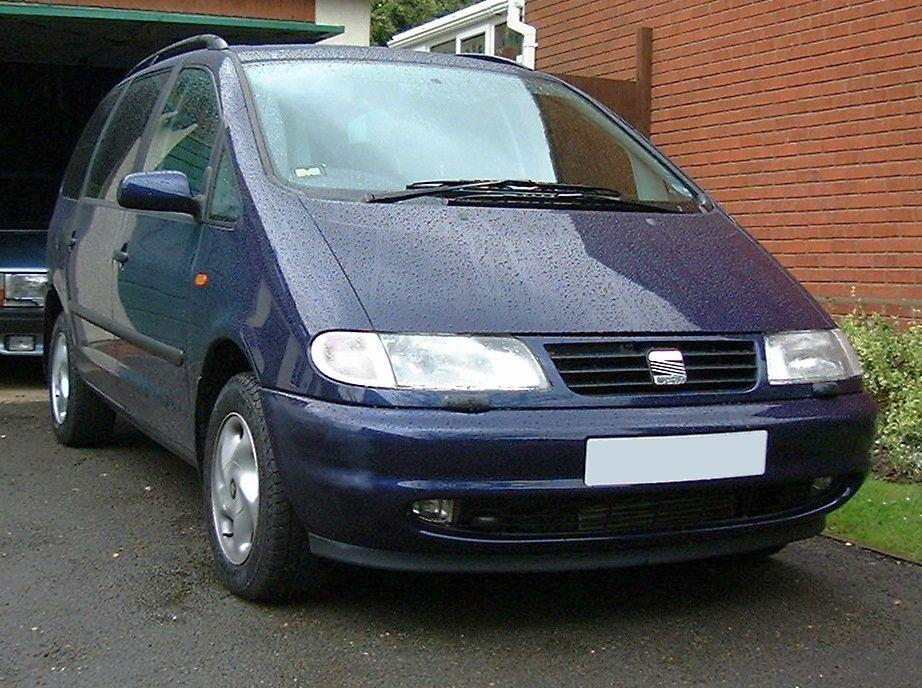
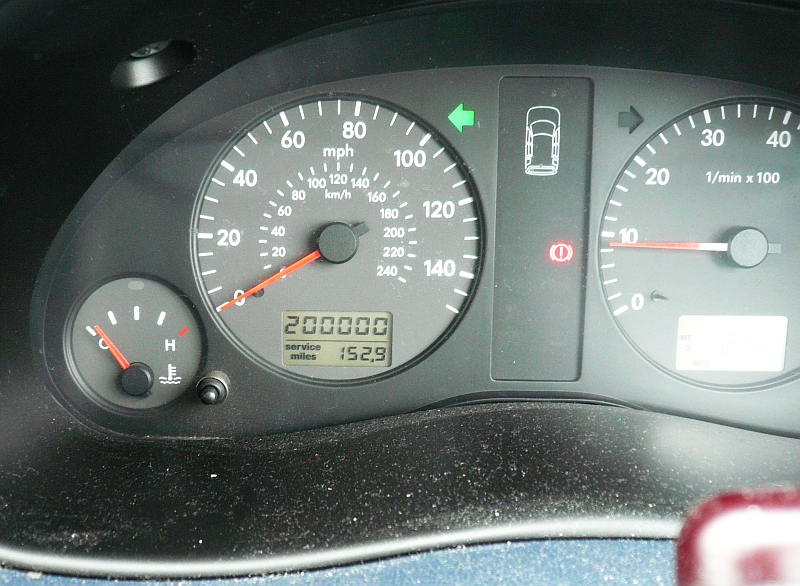
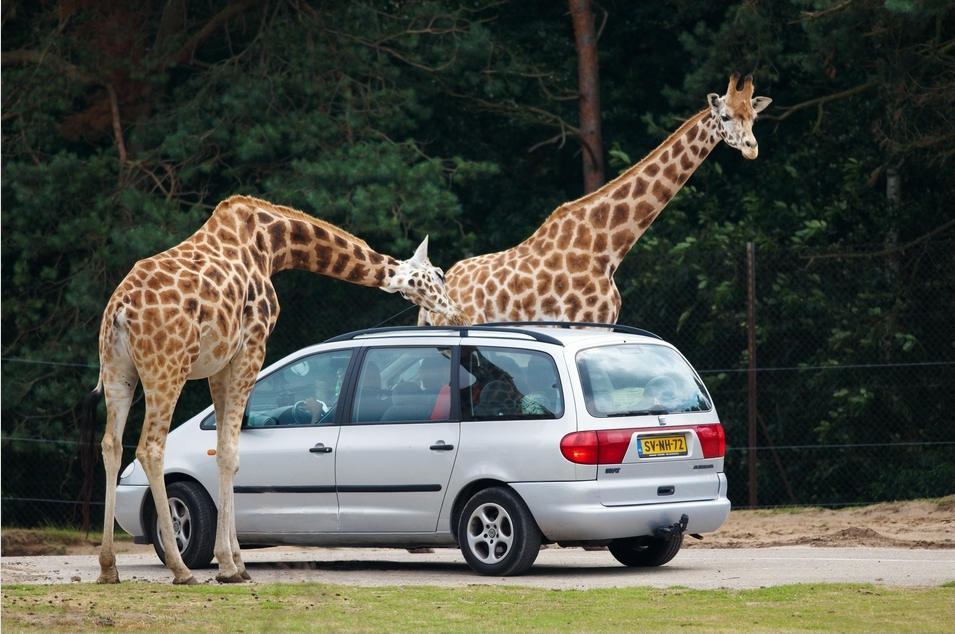